# Michael Fabiano
Michael Fabiano (Montclair (Nova Jersey), 8 de maig, 1984), és un tenor operístic estatunidenc. Ha actuat en els principals teatres d'òpera de tot el món, com ara l'Òpera de San Francisco, la Metropolitan Opera, l'Òpera de París, l'Òpera de Sydney, el Teatro alla Scala, la Canadian Opera Company, la Royal Opera i el Teatro Real de Madrid, entre molts altres. Fabiano va guanyar el premi Richard Tucker del 2014 i el premi "Beverly Sills Artist Award"" del 2014, convertint-se en el primer cantant a guanyar tots dos premis el mateix any.

## Primers anys
Fabiano va ser un campió de debat a l'institut Benilde-St. Margaret's de St. Louis Park, Minnesota. Fabiano també va ser àrbitre de beisbol dels 14 als 24 anys. Després de considerar breument una carrera en els negocis, Fabiano va decidir estudiar interpretació vocal a la Universitat de Michigan. Es va graduar en només tres anys a l'Escola de Música, Teatre i Dansa de la Universitat de Michigan el 2005 amb una llicenciatura en Interpretació Vocal. Durant la seva estada allà, va estudiar amb el tenor George Shirley i va interpretar diversos papers amb el "University Opera Theatre", incloent-hi Rinuccio a Gianni Schicchi i Don Ottavio a Don Giovanni. També va estudiar extensament amb la soprano Julia Faulkner, amb qui encara estudia avui dia. L'estiu següent a la graduació, va ser aprenent de l'Òpera de Santa Fe i, a la tardor d'aquell any, va començar els seus estudis a l'Acadèmia d'Arts Vocals de Filadèlfia, on va estudiar amb Bill Schuman. Fins ara, col·labora amb els seus entrenadors i mentors, Laurent Philippe, Gioacchino Li Vigni i Neil Shicoff.

## Carrera professional
Inici de la carrera

Fabiano va debutar als escenaris el 2007 al "Stadttheater Klagenfurt" com a Alfredo a La traviata. El mateix any, va debutar amb Rinuccio a Gianni Schicchi i el paper principal de Mavra a Mavra de Stravinski a l'Òpera Nacional Grega. El 2006 va marcar el debut en concert de Fabiano al Carnegie Hall com a Don Antonio a Dom Sébastien amb l'Orquestra de l'Òpera de Nova York i la directora Eve Queler. A principis del 2008, Fabiano va debutar a La Scala com a Rinuccio en una producció dirigida per Riccardo Chailly. Va debutar amb l'Orquestra de Filadèlfia com a Rodolfo a La bohème, amb l'Orquestra de Minnesota com a Alfredo i amb l'Òpera de Nova Jersey com a Alfredo. Fabiano ha actuat al Teatro di San Carlo de Nàpols, on va ser vist com a Pinkerton a Madame Butterfly i Alfredo a La traviata. Il Duca a Rigoletto va ser el seu paper i debut a l'òpera de l'"English National Opera". El gener de 2010 va debutar a la Metropolitan Opera de Nova York com a Raffaele a Stiffelio. A més, Fabiano ha interpretat Rodolfo a La bohème amb la Kansas City Lyric Opera, Pinkerton a Madame Butterfly a l'Opera Colorado i el tenor solista de l'Stabat Mater de Rossini a Spoleto.
Durant la temporada 2010/11 va fer diversos debuts internacionals, destacant-hi el duc de Rigoletto a la Semperoper de Dresden, Edgardo de Lucia di Lammermoor a la Vancouver Opera, Gennaro de Lucrezia Borgia a l'English National Opera en la primera transmissió en directe en 3D del món a tot Europa, i com a Rodolfo de La bohème a la Deutsche Oper Berlin i l'Opéra de Limoges. A més, Fabiano va actuar en el seu primer Rèquiem de Verdi amb la Simfònica de Columbus. La temporada va continuar amb debuts amb la companyia ABAO a Bilbao com a Edgardo i a l'Òpera de París com a Cassio a Otello de Verdi.
Les aparicions durant la temporada 2011/12[9] van començar amb un debut a l'Òpera de San Francisco cantant Gennaro a Lucrezia Borgia amb la soprano Renée Fleming. Altres debuts de la temporada van incloure actuacions amb la Filharmònica de Los Angeles com el Doctor a l'"Orango" de Xostakóvitx, recentment descoberta, l'Òpera de Köln al Rèquiem de Verdi, el Teatro Real com a Christian a Cyrano de Bergerac, les Wiener Symphoniker a El Somni de Gerontius d'Elgar, en concert amb l'Orquestra de Cleveland, i la Florida Grand Opera com el Duc de Màntua a Rigoletto. El 2012/13 va incloure aparicions a l'Òpera de Seattle com a Rodolfo a La bohème, a l'Òpera Lyra en el mateix paper, en concert amb la Deutsche Oper Berlin per a la seva gala anual de la sida, en concert amb la Filharmònica d'Oslo en una representació televisada del Rèquiem de Verdi, el Festival Casals en representacions del Rèquiem de Verdi, la Simfònica de San Francisco en una sèrie de vetllades de Beethoven amb "An die ferne geliebte" i la "Missa Solemnis", i un duo de recitals amb la "Jewel Series" a Kansas City al costat del pianista Laurent Philippe i al Mondavi Center amb el pianista John Churchwell. Va aparèixer com a Alfredo a La traviata durant la temporada de festivals d'estiu de 2013 de l'Òpera de Santa Fe.

## 2013 a 2015
La temporada següent, 2013/14, va incloure el seu retorn a l'Òpera de París com a Edgardo a Lucia di Lammermoor, un debut a la Canadian Opera Company com a Rodolfo a La bohème, una actuació en concert del Rèquiem de Verdi a l'Òpera de San Francisco conjuntament amb el Teatro di San Carlo, un debut en un recital al Kennedy Center amb la pianista Danielle Orlando, una nova producció de Die Fledermaus com a Alfred a la Metropolitan Opera, el paper principal de Corrado a Il corsaro, obra rarament interpretada de Verdi, amb la Washington Concert Opera, una nova producció i debut professional com a Faust amb la Netherlands Opera, i una nova producció de La traviata amb el Glyndebourne Festival. El 2014, Fabiano va guanyar el "Beverly Sills Artist Award", atorgat per la Metropolitan Opera, i el Richard Tucker Award.
El 2014 va cantar Rodolfo, en una nova producció de La bohème a la San Francisco Opera, un paper que també va interpretar a la Metropolitan Opera. També va actuar en un concert a l'Avery Fisher Hall durant el qual va rebre el premi Richard Tucker. Fabiano va debutar amb la companyia Opera Australia el febrer de 2015 a la producció de Faust de David McVicar. Va substituir un col·lega malalt com a Edgardo a Lucia di Lammermoor a la Metropolitan Opera amb set hores d'antelació, i va inaugurar el Festival de Glyndebourne 2015, amb Poliuto de Donizetti, en la primera producció professional d'aquesta òpera al Regne Unit. Fabiano ha rebut el premi Helpmann d'Austràlia en la categoria "Millor interpretació masculina en una òpera" per la seva interpretació del paper principal a Faust de Gounod amb Opera Australia.
A la temporada 2015/2016, Fabiano va estrenar dos papers a l'Òpera de San Francisco amb crítiques molt favorables, Rodolfo a Luisa Miller i el paper principal a Don Carlo. També va cantar Rodolfo a La bohème a l'Opernhaus de Zuric, Lensky a la Royal Opera Covent Garden i el Duc a Rigoletto amb l'Òpera de París.

## Des del 2016 fins a l'actualitat
La temporada 2016/2017 va portar el seu debut a casa amb Houston Grand Opera en el paper principal de Faust, així com el seu debut amb la Royal Danish Opera al Verdi Requiem. A més, Fabiano va actuar a l'Opera Metropolitana com a Rodolfo a La Bohème i Alfredo a La Traviata, així com va tornar a la Simfonica de San Francisco per a un programa "All-Italian" i l'òpera de concert de Washington com a Joan Baptista a Hérodide. El 2017, també va realitzar una gira de recital que el va portar a set ciutats d’Amèrica del Nord i va fer el seu debut a Londres a Wigmore Hall.
A la temporada 2017/2018, Fabiano va actuar a La Bohème tant a la Royal Opera. com a l'Opera Metropolitana. Les actuacions addicionals inclouen Des Grieux a Massenet's Manon tant a l'Opera de San Francisco com a Abao-Olbe, Edgardo a Lucia di Lammermoor tant a Opera Australia com a l'òpera metropolitana, i un recital per a l'operador Frankfurt. Fabiano també debutarà a Los Angeles Opera com a duc a Rigoletto.

## Fundació Artsmart
Juntament amb John Viscardi i Liz Letak, Fabiano va cofundar ArtSmart a principis del 2016. ArtSmart és una organització sense ànim de lucre que ofereix classes de veu gratuïtes a estudiants amb pocs recursos. El programa pilot va començar a Newark, Nova Jersey, a la tardor del 2016. El 2017, l'organització va ampliar la seva oferta de serveis a Filadèlfia i San Francisco.

## Vida personal
Fabiano és obertament gai. Es va casar amb el consultor de màrqueting i marca de Nova York, Bryan McCalister, a la Metropolitan Opera House de Nova York el 28 d'octubre del 2018. Des de llavors s'han divorciat. Li agrada pilotar avions petits els seus dies lliures.

## Vídeos
Hi ha vídeos en streaming disponibles a "Met Opera on Demand" de les seves actuacions a les òperes següents:
- Verdi's La traviata (11 Març 2017)
- Puccini's La bohème (24 Febrer 2018)
- Massenet's Manon (26 Octubre 2019)La seva interpretació del paper principal de l'òpera Poliuto de Donizetti del 2015 està disponible en vídeo HD per a la transmissió en directe a Glyndebourne Encore.[34] i com a disc Blu-ray amb el segell Opus Arte.[35]

## Premis
- 2005: Guanyador del Gran Premi del Concurs Florida Grand Opera
- 2006: Guanyador del Primer Premi al Concurs de la Fundació Licia Albanese Puccini i guanyador del Gran Premi (i guanyador del Premi especial Tenor) al Concurs Julián Gayarre de Pamplona, Espanya.[36]
- 2007: Guanyador del Gran Premi de les Audicions del Consell Nacional de l'Òpera Metropolitana, Fabiano apareix en un llargmetratge documental del 2007, The Audition, que va fer un seguiment de les vides i el progrés dels guanyadors i participants de les Audicions del Consell Nacional de la Met.
- 2007: Guanyador del Primer Premi del Concurs Loren Zachary i guardonat amb una beca Sarah Tucker
- 2008: Guanyador del Primer Premi dels Premis Opera Index
- 2009: Guanyador del Gran Premi de la Fundació Gerda Lissner
- 2014: Premi d'Artista Beverly Sills[37]
- 2014: Premi Richard Tucker[38]